# 粉色环菌属
粉色环菌属（学名：Roseicyclus）是红杆菌科下的一个属。

## 下属物种
本属包括以下物种：
- Roseicyclus elongatus
- Roseicyclus mahoneyensis Rathgeber et al., 2005
- 海洋粉色环菌 Roseicyclus marinus